# Fannia diploura
Fannia diploura är en tvåvingeart som beskrevs av Wang, Xue och Zhang 2006. Fannia diploura ingår i släktet Fannia och familjen takdansflugor. Inga underarter finns listade i Catalogue of Life.